# Biely kameň
Biely kameň (też: Biela skala, pol. Biały Kamień; 1135 m n.p.m.) – szczyt w północnej części gór Ptacznik na Słowacji. Nazwa pochodzi od jasnoszarej barwy wietrzejących skał wielkiej, podszczytowej wychodni skalnej.

## Położenie
Wznosi się w północnej części grupy zwanej Wysokim Ptacznikiem, w jej głównym grzbiecie, mniej więcej w połowie drogi między szczytami Jarabej skaly na południu i Veľkeho Griča na północy. Leży w odległości niespełna 7 km na południowy zachód od Handlovej. Jest ostatnim (licząc z południa na północ) szczytem Ptacznika o wysokości przekraczającej 1100 m n.p.m.

## Charakterystyka
Biely kameň ma formę wyraźnego wypiętrzenia głównego grzbietu Ptacznika. Zbocza rozległego masywu, ograniczonego od północy szeroką przełęczą Pod Veľkým Gričom (ok. 870 m n.p.m.), zaś od południa – znacznie płytszym, lecz równie wyraźnym siodłem pod Orlim Kamieniem (988 m n.p.m.), są strome i mocno rozczłonkowane. Natomiast rozległa wierzchowina jest dość płaska i opada łagodnie ku północy, zachodowi i południu. Wymodelowana jest ona na czole dawnego prądu lawowego i ograniczona od wschodu długim na blisko 1000 m i wysokim do 30–40 m pasem andezytowych ścian, baszt i ambon skalnych. Procesy rozpadu andezytu trwają nadal, czego widomym dowodem są spore gołoborza, piargi i stożki piargowe, rozwinięte u stóp skał.

## Przyroda i jej ochrona
Cały masyw Białego Kamienia porastają rozległe lasy bukowe z niewielką domieszką jaworu i świerka. Prawie całą wierzchowinę góry wraz z częścią stoków i wspomnianymi wyżej formacjami skalnymi obejmuje rezerwat przyrody Biely kameň.

## Turystyka
Biely kameň jest często odwiedzany przez turystów, wędrujących głównym grzbietem gór Ptacznika. Przez wierzchowinę góry, ok. 350 m na zachód od wierzchołka, przebiega czerwono  znakowany, dalekobieżny szlak turystyczny, biegnący m.in. całym głównym grzbietem Ptacznika – tzw. Ponitrianska magistrála. Wyprowadzają na nią również niebieskie  znaki od północnego zachodu, ze wsi Cigeľ. Na wierzchołek, położony na skraju skalnego urwiska, prowadzi krótka ścieżka dojściowa (5 min.). Ze skalnej wychodni widać dobrze północną część pasa urwisk Białego Kamienia. Roztaczają się z niej również rozległe widoki w kierunkach od północno-wschodniego po południowo-wschodni, zwłaszcza na położoną u stóp Ptacznika Kotlinę Handlowską oraz na wznoszące się dalej góry, m.in. na Małą i Wielką Fatrę, Góry Kremnickie, Polanę, Javorie i Góry Szczawnickie.